# Metropolitana di Roma
Die Metropolitana di Roma (kurz Metro) ist die U-Bahn der italienischen Hauptstadt Rom. Eine erste Linie wurde im Jahr 1955 in Betrieb genommen, heute besteht die Römische Metro aus drei normalspurigen Linien, von denen sich zwei Linien x-förmig im Zentrum kreuzen. Betrieben wird die Metropolitana di Roma von der Gesellschaft ATAC.
Das Schienennahverkehrsnetz Roms umfasst neben den drei U-Bahn-Linien die Straßenbahn Rom, drei von ATAC betriebene Vorortbahnen und die FL-Linien der Trenitalia.

## Liniennetz
Drei U-Bahn-Linien mit 74 Stationen und 60 km Länge befinden sich derzeit in Betrieb. Die Züge verkehren täglich zwischen 5:30 Uhr und 23:30 Uhr und in der Nacht von Samstag auf Sonntag bis 0:30 Uhr. In Spitzenzeiten fahren die Züge im 3- bis 4-Minuten-Takt, am frühen Morgen und spät abends alle 8 bis 10 Minuten. Trotz des dichten Taktes sind die Züge in den Hauptverkehrszeiten überfüllt.
Weil die Stadtregierung unter der Leitung von Virginia Raggi von 2016 bis 2021 die gesetzlich vorgeschriebenen Termine für die technische Revision der U-Bahn-Züge ignorierte, mussten diese Revisionen, die für jeden Zug mehrere Monate dauern, nachgeholt werden. Das führt auch noch 2023 und 2024 zu einem stark verringerten Takt mit völlig überfüllten Zügen.
| Linie | Strecke                                                        | Eröffnung   | Länge   | Bahnhöfe |
| ----- | -------------------------------------------------------------- | ----------- | ------- | -------- |
|       | Battistini ↔ Flaminio ↔ Termini ↔ San Giovanni ↔ Anagnina      | 1980        | 18,4 km | 27       |
|       | Laurentina ↔ Piramide ↔ Termini ↔ Bologna ↔ Rebibbia / ↔ Jonio | 1955        | 23,5 km | 26       |
|       | San Giovanni ↔ Montecompatri/Pantano                           | 2014 / 2015 | 19,1 km | 22       |

Die beiden Linien A und B kreuzen sich zwar am Hauptbahnhof Termini, haben aber keine Gleisverbindung miteinander. Es gibt deshalb zwei Betriebswerkstätten, obwohl beide Linien hinsichtlich ihrer Technik kompatibel sind.
Graffiti sind bei der römischen U-Bahn – sowohl in Stationen als auch vor allem an Fahrzeugen – allgegenwärtig. 2007 haben alle Bahnhöfe neue elektronische Bahnsteigsperren erhalten, um die Schwarzfahrerquote zu senken. Zahlreiche Stationen wurden behindertengerecht umgebaut.

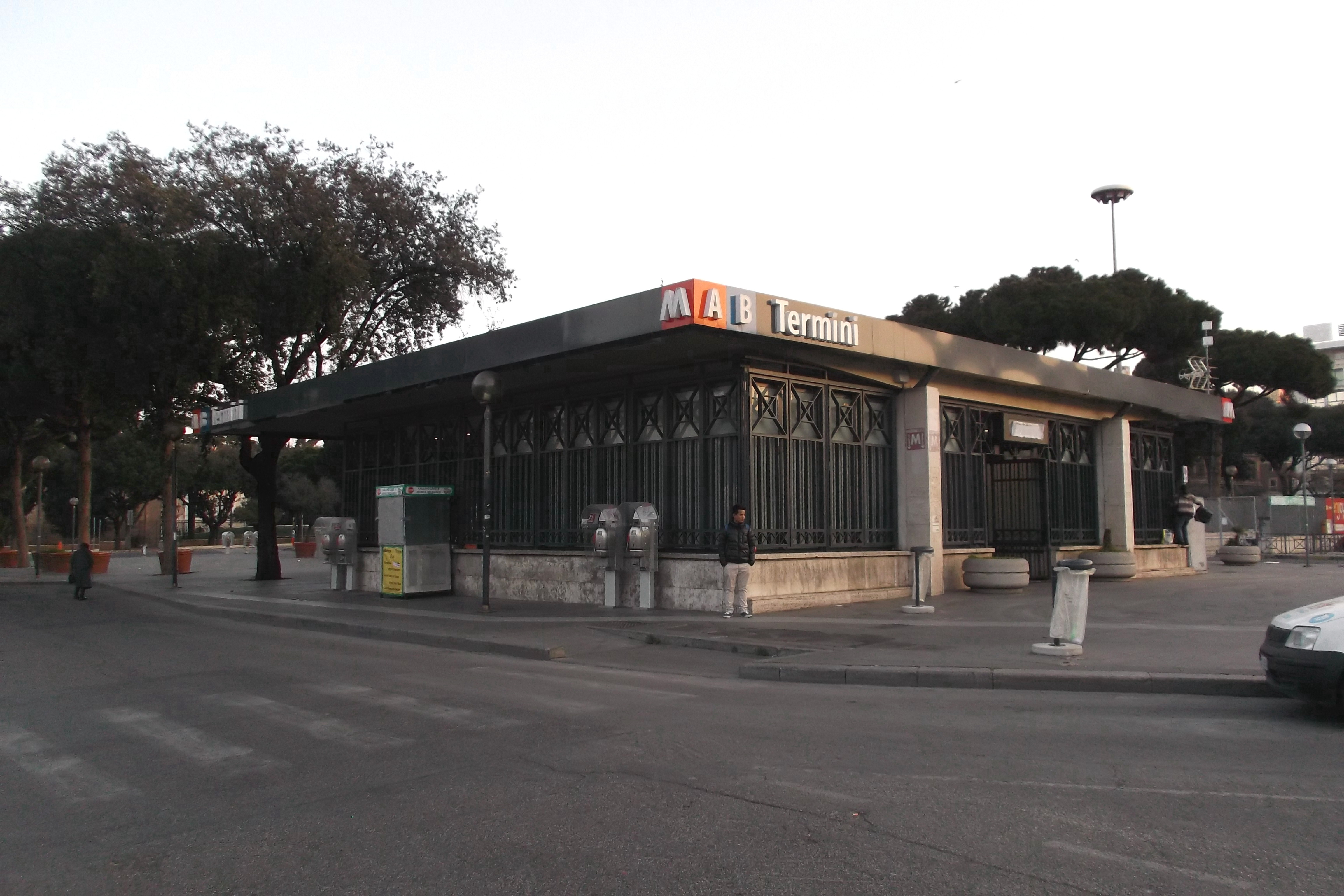
Eingang Metro-Station Termini (Kreuzung A & B)
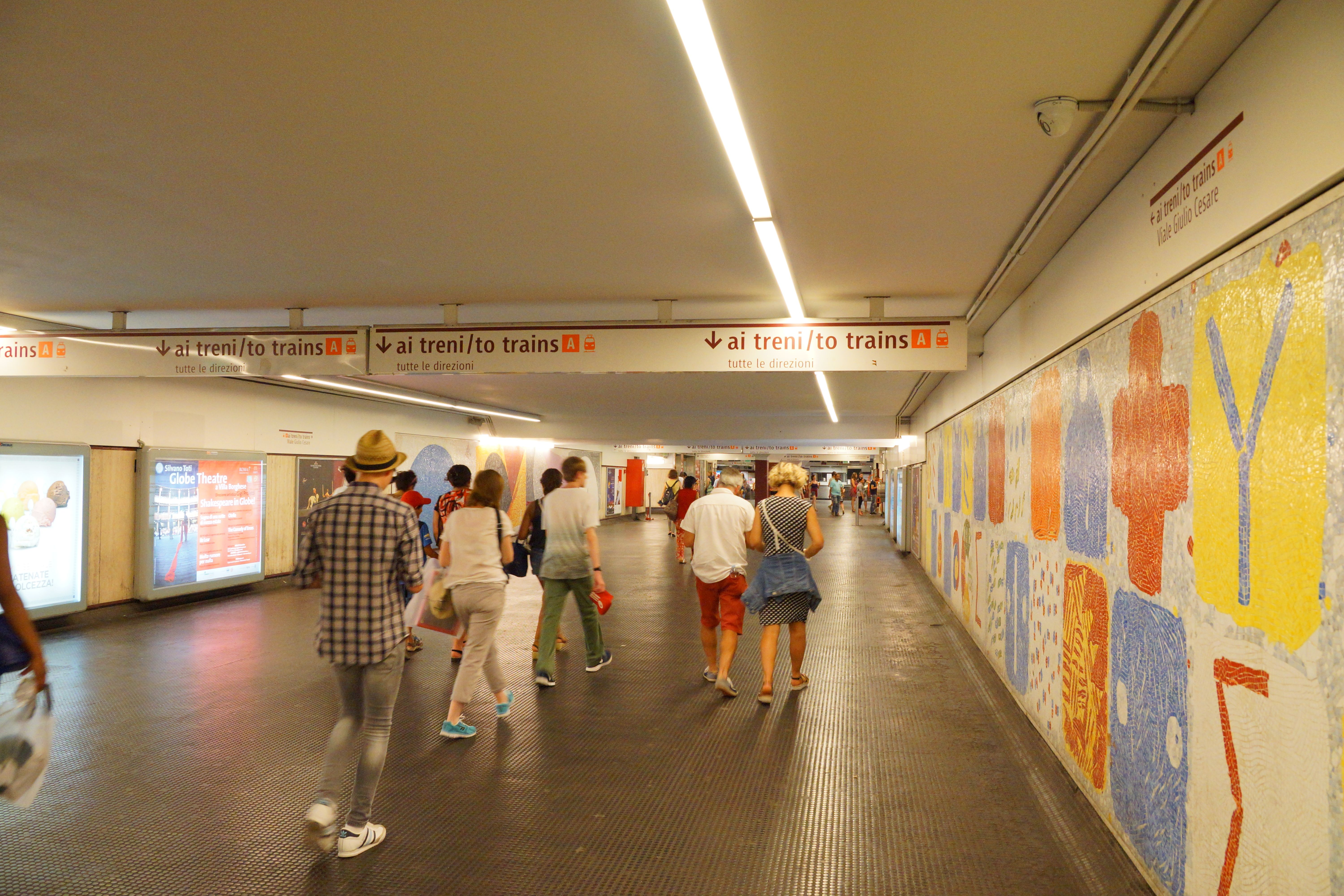
Metro-Station Ottaviano (A, bei Vatikan)
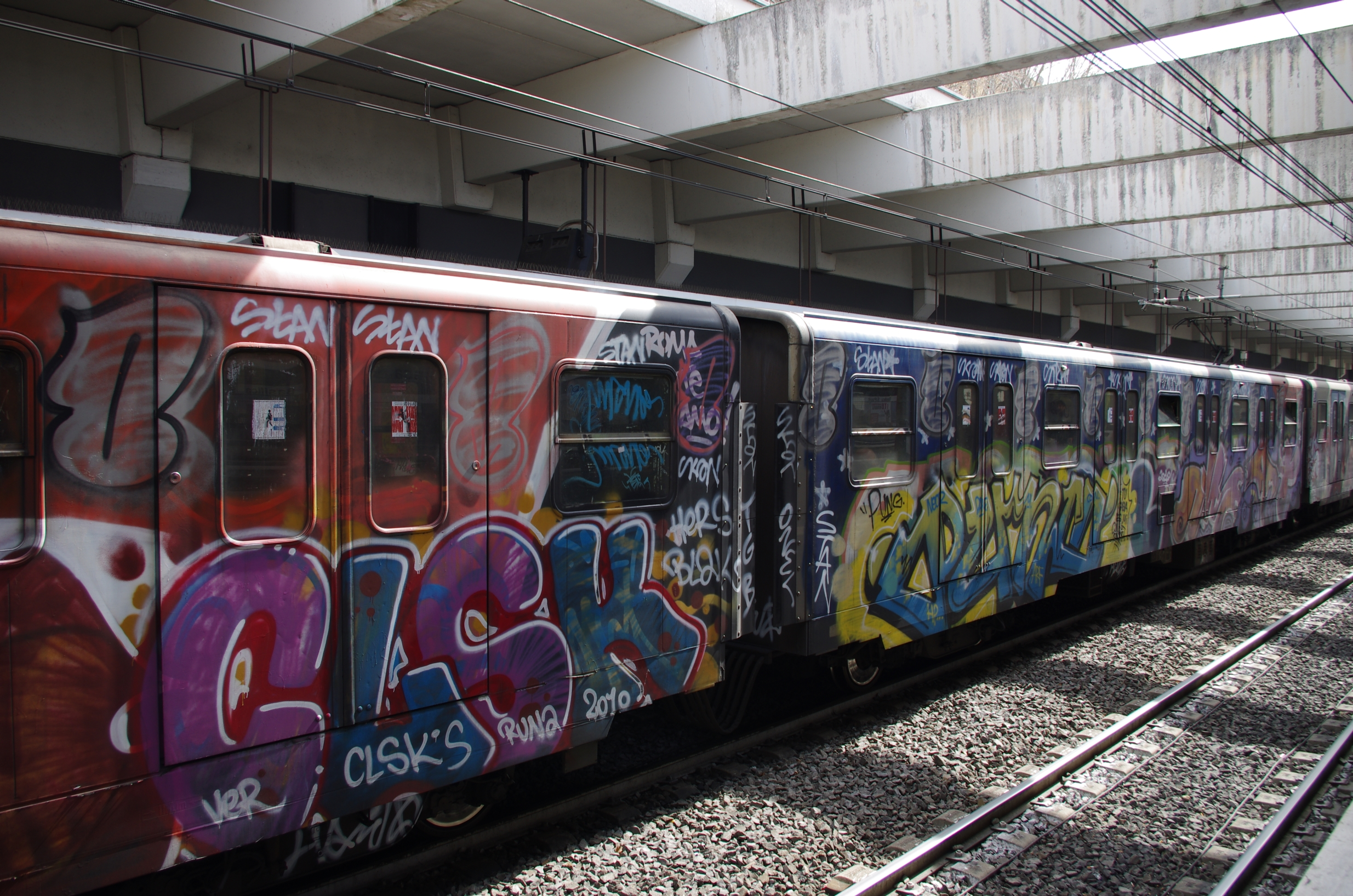
Ein Zug mit Graffiti (Type MB 100)
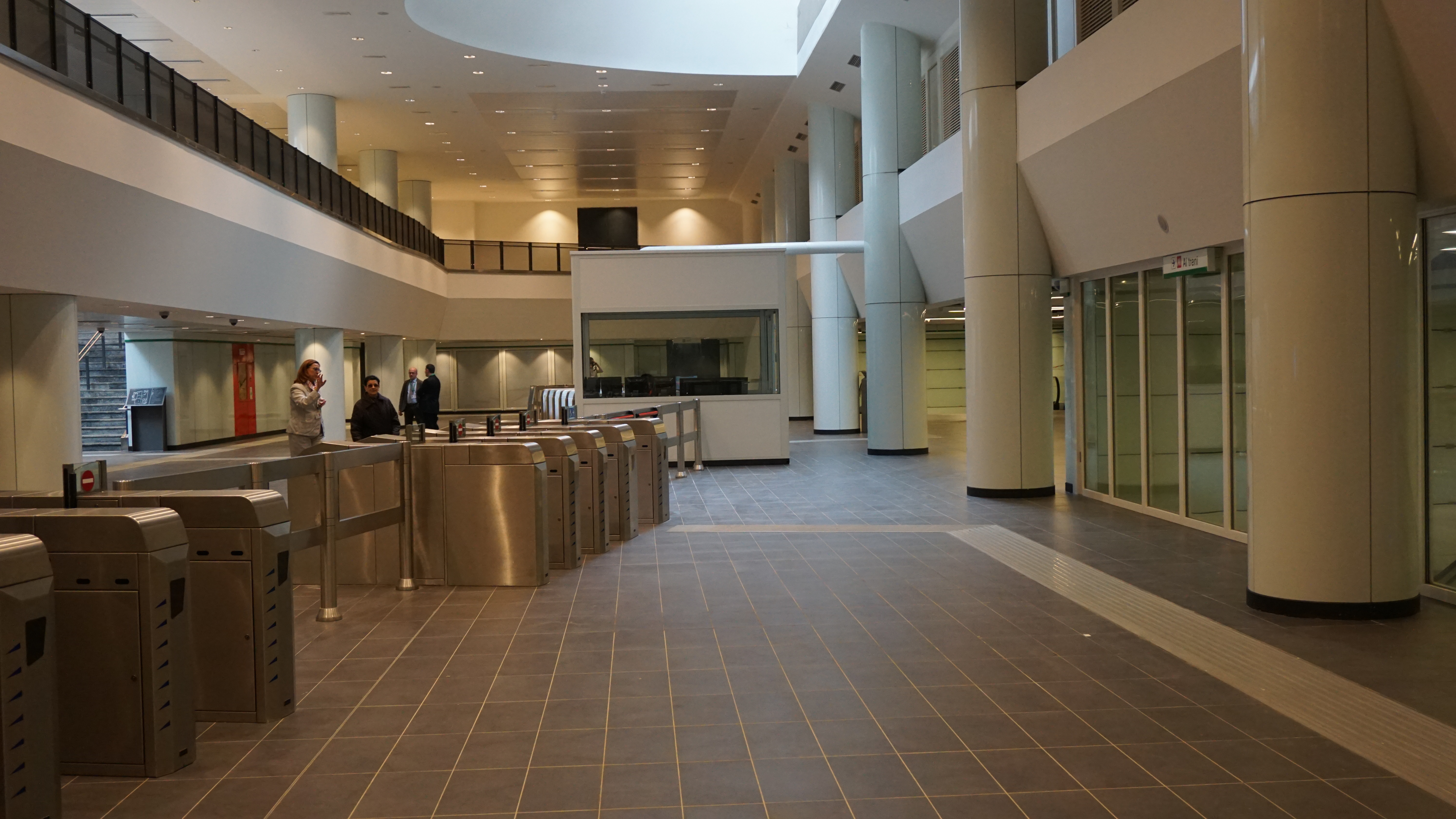
Station Pigneto (Linie C)

### Linie A
|                                     |                                     |  | Battistini                     |
|                                     |                                     |  | Cornelia                       |
|                                     |                                     |  | Baldo degli Ubaldi             |
| FL 3                                | FL 3                                |  | Valle Aurelia                  |
|                                     |                                     |  | Cipro                          |
| 19                                  |                                     |  | Ottaviano                      |
| 19                                  |                                     |  | Lepanto                        |
| 2 RM-VT                             | 2 RM-VT                             |  | Flaminio                       |
|                                     |                                     |  | Spagna                         |
|                                     |                                     |  | Barberini                      |
|                                     |                                     |  | Repubblica                     |
| 5 14 RM-GD FL 4 FL 5 FL 6 FL 7 FL 8 | 5 14 RM-GD FL 4 FL 5 FL 6 FL 7 FL 8 |  | Termini B                      |
| 5 14                                | 5 14                                |  | Vittorio Emanuele              |
| 3                                   |                                     |  | Manzoni                        |
| 3                                   |                                     |  | San Giovanni C                 |
|                                     |                                     |  | Re di Roma                     |
| FL 1 FL 5                           | FL 1 FL 5                           |  | Ponte Lungo/Stazione Tuscolana |
|                                     |                                     |  | Furio Camillo                  |
|                                     |                                     |  | Colli Albani                   |
|                                     |                                     |  | Arco di Travertino             |
|                                     |                                     |  | Porta Furba                    |
|                                     |                                     |  | Numidio Quadrato               |
|                                     |                                     |  | Lucio Sestio                   |
|                                     |                                     |  | Giulio Agricola                |
|                                     |                                     |  | Subaugusta                     |
|                                     |                                     |  | Cinecittà                      |
|                                     |                                     |  | Anagnina                       |

Die Linie A wurde 1980 eröffnet. In Betrieb ging die Strecke zwischen Anagnina im Südosten und Ottaviano im Nordwesten, nahe der Vatikanstadt. Die Strecke verläuft, mit Ausnahme einer Brücke über den Tiber zwischen den Stationen Lepanto und Flaminio, komplett im Tunnel. Der Innenstadtabschnitt wurde im Schildvortrieb aufgefahren, die äußeren Streckenteile in offener Bauweise erstellt.
Am 29. Mai 1999 erfolgte darüber hinaus die Inbetriebnahme einer 4,5 km langen, im Schildvortrieb errichteten Verlängerung von Ottaviano bis Valle Aurelia im Westen. Eine Verlängerung mit drei weiteren Stationen bis Battistini wurde schließlich am 1. Januar 2000 eröffnet.
Nach der Jahrtausendwende begannen umfangreiche Modernisierungsmaßnahmen im älteren Teilabschnitt. Am Hauptbahnhof Termini wurde im Rahmen der Umbauarbeiten ein unterirdisches Einkaufszentrum eröffnet.
Die Linie A ist heute 18,4 km lang, hat 27 Stationen und befördert ca. 500.000 Fahrgäste pro Tag.

### Linie B/B1
|                                     |  |  |                            | Rebibbia                                |
|                                     |  |  |                            | P.Mammolo                               |
|                                     |  |  |                            | S.M.Soccorso                            |
| Jonio                               |  |  |                            | Pietralata                              |
| Conca d’Oro                         |  |  |                            | M.Tiburtini                             |
| Libia                               |  |  |                            | Quintiliani                             |
| S. Agnese - Annibaliano             |  |  |                            | Tiburtina Linie FL3 FL 1 Linie FL3 FL 2 |
|                                     |  |  |                            |                                         |
|                                     |  |  | Bologna                    |                                         |
| 19                                  |  |  | Policlinico                | Policlinico                             |
|                                     |  |  | Castro Pretorio            |                                         |
| 5 14 RM-GD FL 4 FL 5 FL 6 FL 7 FL 8 |  |  | Termini A                  | Termini A                               |
|                                     |  |  | Cavour                     |                                         |
|                                     |  |  | Colosseo                   |                                         |
|                                     |  |  | Circo Massimo              |                                         |
| RM-LD FL 1 FL 3 FL 5                |  |  | Piramide/Stazione Ostiense | Piramide/Stazione Ostiense              |
|                                     |  |  | Garbatella                 |                                         |
| RM-LD                               |  |  | Basilica San Paolo         | Basilica San Paolo                      |
|                                     |  |  | Marconi                    |                                         |
| RM-LD                               |  |  | EUR Magliana               | EUR Magliana                            |
|                                     |  |  | EUR Palasport              |                                         |
|                                     |  |  | EUR Fermi                  |                                         |
|                                     |  |  | Laurentina                 |                                         |

Planung und Bau dieser ersten, zunächst namenlosen Linie in einem ersten Abschnitt vom Hauptbahnhof Termini bis nach Laurentina im Süden der Stadt begannen in den 1930er Jahren, wurden jedoch durch den Zweiten Weltkrieg unterbrochen. Zweck dieser Linie war eine Verbindung zwischen der Innenstadt und dem neu errichteten Stadtteil E.U.R., in dem 1942 die kriegsbedingt ausgefallene Weltausstellung stattfinden sollte.
Dieser Südast der heutigen Linie B wurde im Jahr 1955 eröffnet. Der Abschnitt hat eine Länge von 11 km, von denen 6 km Tunnel in offener Bauweise errichtet wurden. Mit dem Gesetz Nr. 272 aus dem Jahr 1954 wurde der Bahnbetrieb auf die Bahngesellschaft Società Tramvie e Ferrovie Elettriche die Roma (STEFER) übertragen. Am 6. November 1976 wurde der Betrieb von der Acotral übernommen.
Am 8. Dezember 1990 wurde die Linie B um 8 km (davon 7 km im Tunnel, teilweise in offener Bauweise und teilweise im Schildvortrieb errichtet) bis Rebibbia in Richtung Nordosten verlängert.
Ende 2005 begannen die Bauarbeiten für eine neue Zweigstrecke der Linie B, die bei der Station Bologna nach Norden abzweigt und zur Station Jonio im Stadtteil Montesacro führt. Die neue Zweiglinie trägt die Bezeichnung „B1“. Im Dezember 2011 wurde der Probebetrieb auf dem Abschnitt zwischen Bologna und Conca d'Oro aufgenommen. Er ging am 13. Juni 2012 in Betrieb. Die restliche Strecke bis zur Endhaltestelle Jonio wurde im April 2015 in Betrieb genommen.
Heute ist die Strecke 23,5 km lang, weist 26 Stationen auf und befördert ca. 350.000 Fahrgäste pro Tag.

### Linie C
|      |      |  | Clodio-Mazzini            |
| 19   |      |  | Ottaviano A               |
|      |      |  | San Pietro                |
|      |      |  | Chiesa Nuova              |
| 8    |      |  | Venezia                   |
|      |      |  | Fori Imperiali/Colosseo B |
|      |      |  | Giorgio Marincola         |
| 3    |      |  | San Giovanni A            |
|      |      |  | Lodi                      |
| FL 1 | FL 1 |  | Pigneto                   |
|      |      |  | Malatesta                 |
|      |      |  | Teano                     |
|      |      |  | Gardenie                  |
|      |      |  | Mirti                     |
|      |      |  | Parco di Centocelle       |
|      |      |  | Alessandrino              |
|      |      |  | Torre Spaccata            |
|      |      |  | Torre Maura               |
|      |      |  | Giardinetti               |
|      |      |  | Torrenova                 |
|      |      |  | Torre Angela              |
|      |      |  | Torre Gaia                |
|      |      |  | Grotte Celoni             |
|      |      |  | Due Leoni/Fontana Candida |
|      |      |  | Borghesiana               |
|      |      |  | Bolognetta                |
|      |      |  | Finocchio                 |
|      |      |  | Graniti                   |
|      |      |  | Monte Compatri/Pantano    |

Die Arbeiten an der Linie C wurden im April 2006 mit dem Abschnitt von Montecompatri/Pantano bis zur Station San Giovanni begonnen. Diese fanden teilweise im Schildvortrieb statt. Im Juli 2008 wurde der rund acht Kilometer lange Abschnitt von Giardinetti nach Graniti der schmalspurigen Vorortbahn Roma–Giardinetti geschlossen, um die Trasse für den Betrieb als Metropolitana umzubauen.
Die Linie C nahm am 9. November 2014 auf einer Länge von 13 km mit 15 Stationen von Montecompatri/Pantano bis Parco di Centocelle den Betrieb auf, er erfolgt vollautomatisch mit fahrerlosen U-Bahn-Zügen.
Der folgende, 5,5 km lange Streckenabschnitt in Richtung Innenstadt mit sechs Stationen von Parco di Centocelle bis zur Station Lodi wurde am 29. Juni 2015 eröffnet und verlängerte die Linie C auf eine Strecke von 18,1 km mit insgesamt 21 Stationen.
Die Fortführung um eine Station bis zum Umsteigebahnhof zur Linie A San Giovanni wurde am 12. Mai 2018 eröffnet, die Eröffnung der Verlängerung bis Foro Imperiali/Colosseo mit Umsteigemöglichkeit zur Linie B ist zum September 2025 geplant. Der Bau der anschließenden Station Venezia, der 2023 begann, soll 2032 abgeschlossen sein.

## Bauverzögerung
Finanzierungsschwierigkeiten und komplizierte Planungsprozesse trugen dazu bei, dass der Netzausbau für eine Stadt von der Größe Roms nur sehr langsam vorangeschritten ist. Metrobauarbeiten haben sich in Rom stets länger hingezogen als ursprünglich geplant.
Ein spezielles Problem sind dabei die zahllosen archäologischen Überreste im Stadtuntergrund Roms. Dieses Problem konnte dadurch gemildert werden, dass Streckenabschnitte in größerer Tiefe angelegt wurden, so dass archäologisch relevante Erdschichten nur im Zugangsbereich der Stationen durchstoßen werden. Zuletzt hat man neue Stationen der Linie C teilweise als archäologische Museen gestaltet oder so vorgesehen.

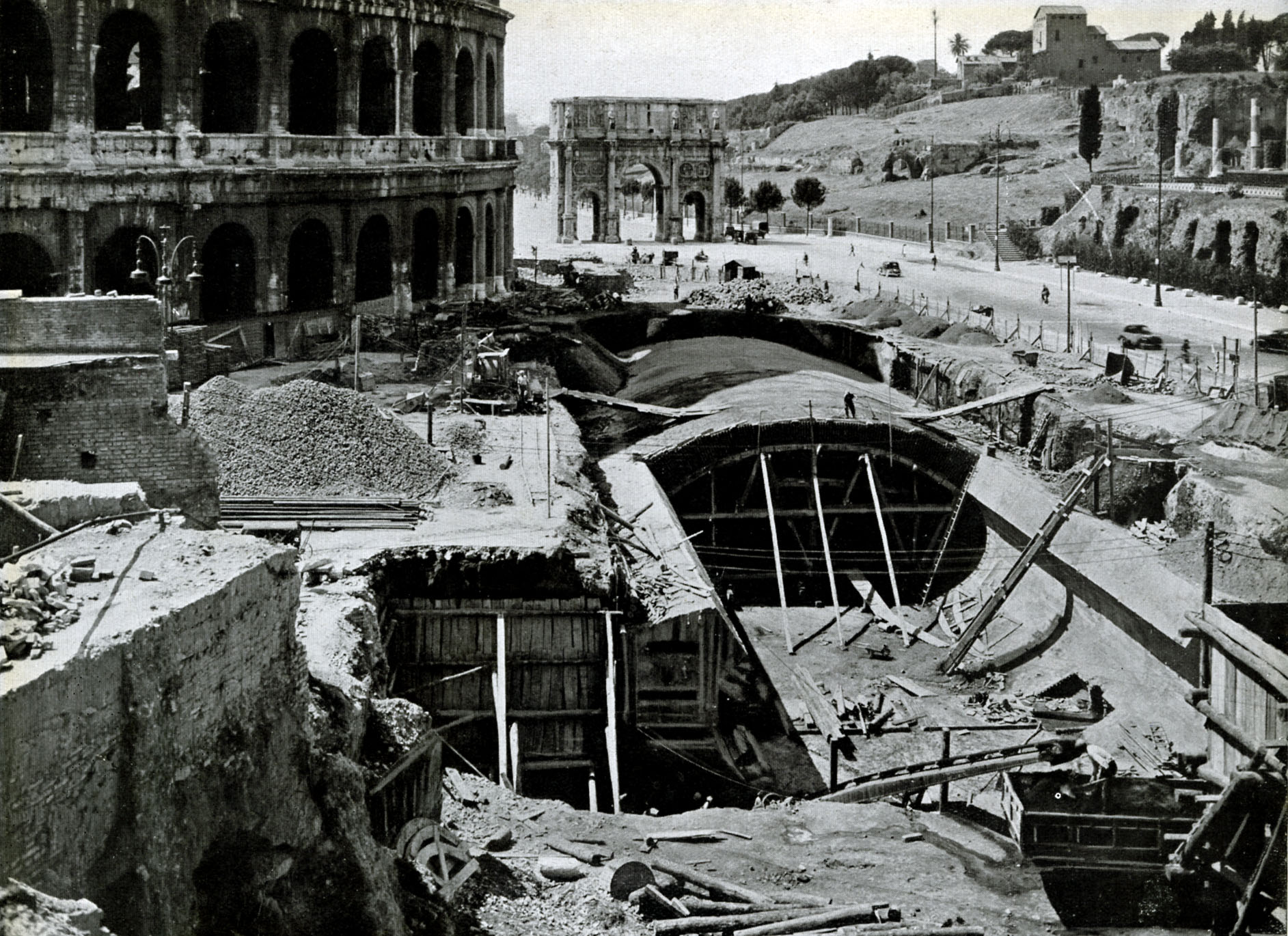
Bauarbeiten 1939/40 (heute Linie B Süd)
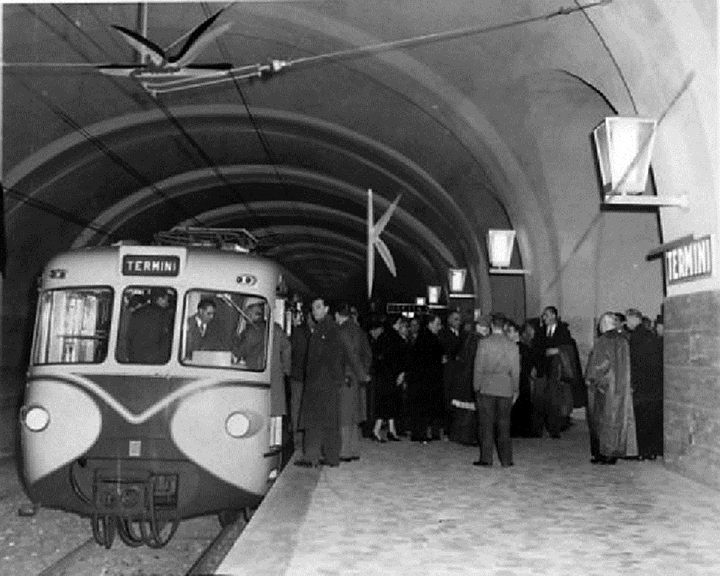
Eröffnung 1955
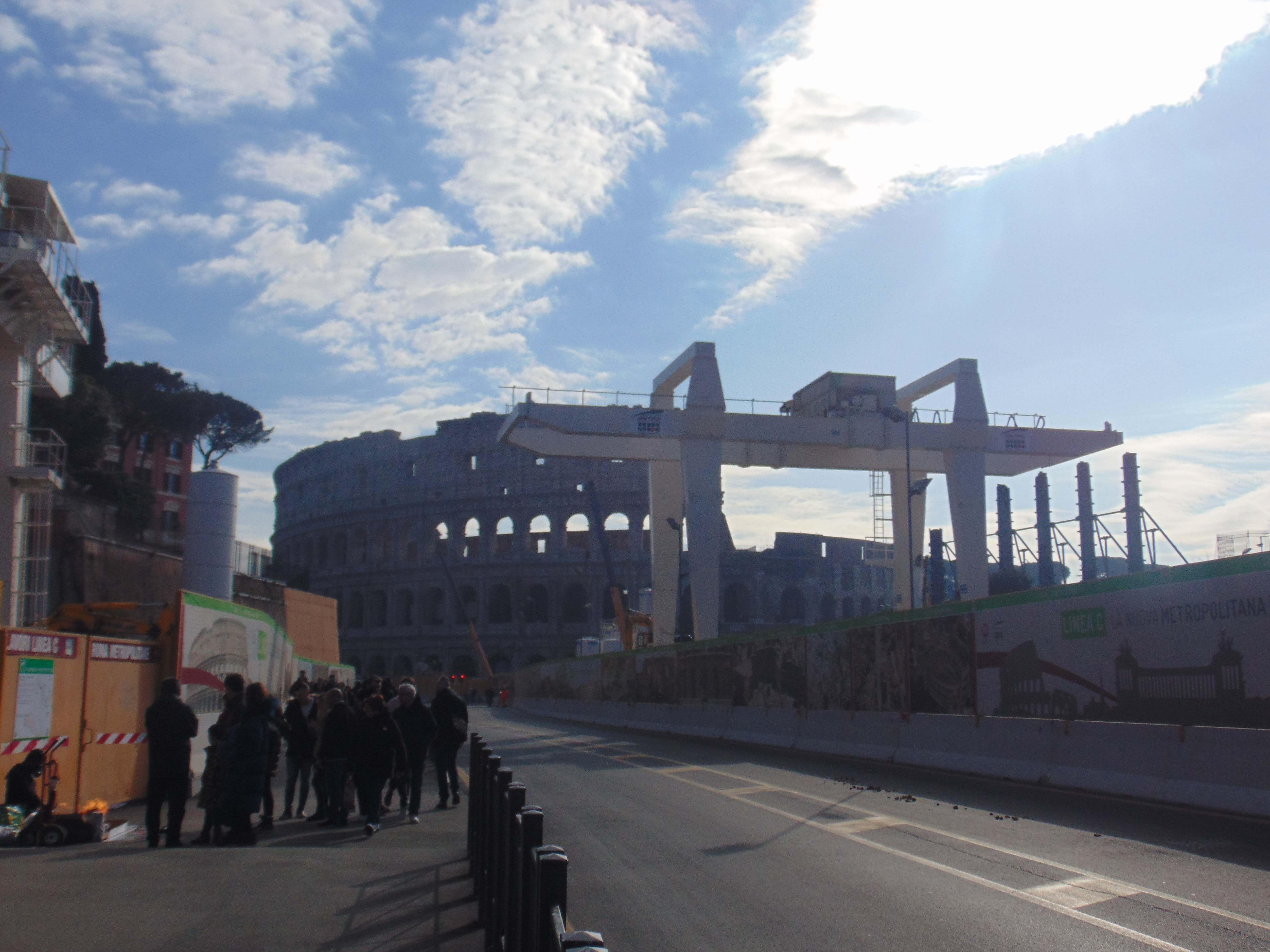
Bau der Linie C an den Kaiserforen
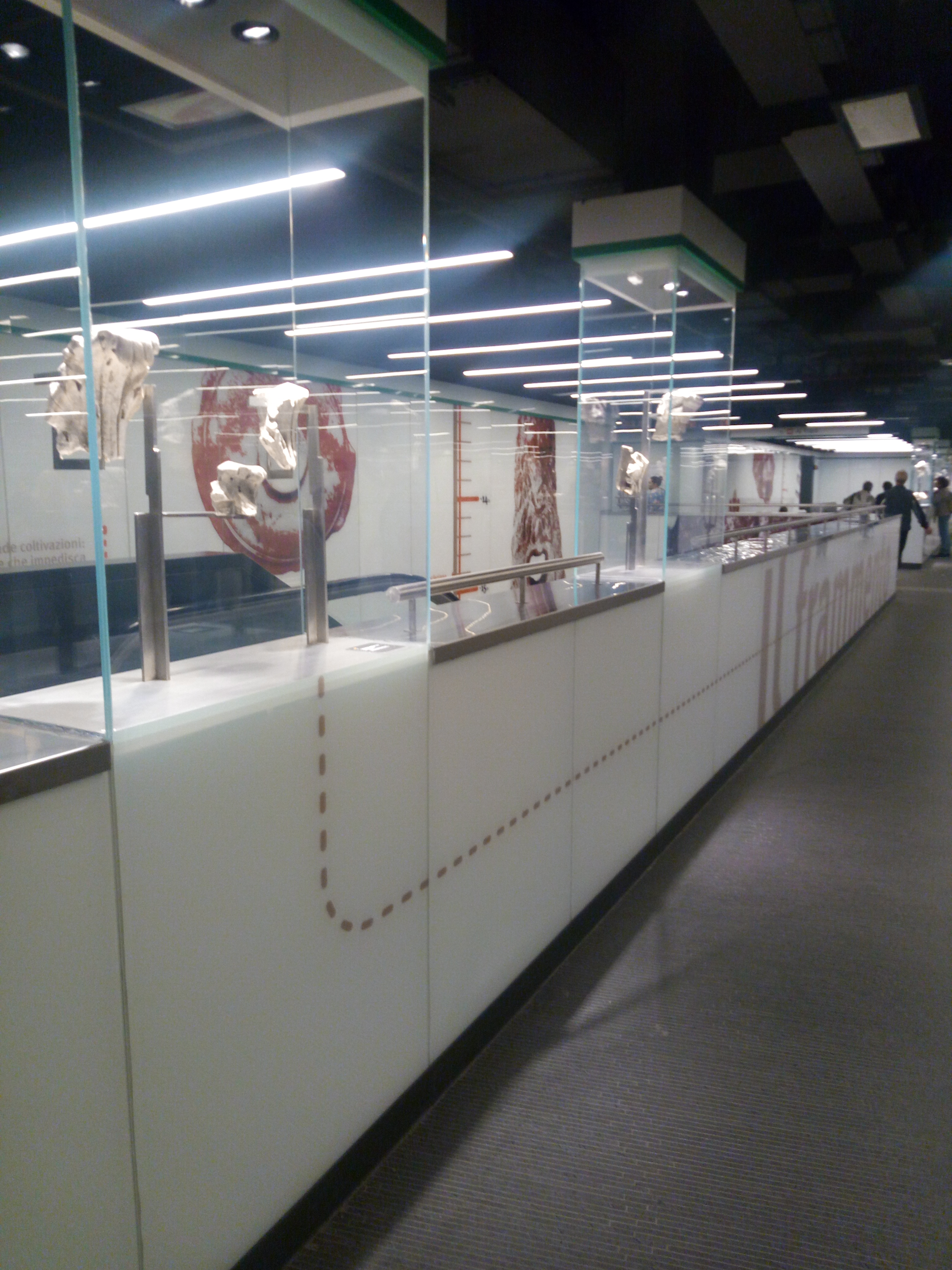
San Giovanni (Linie C)
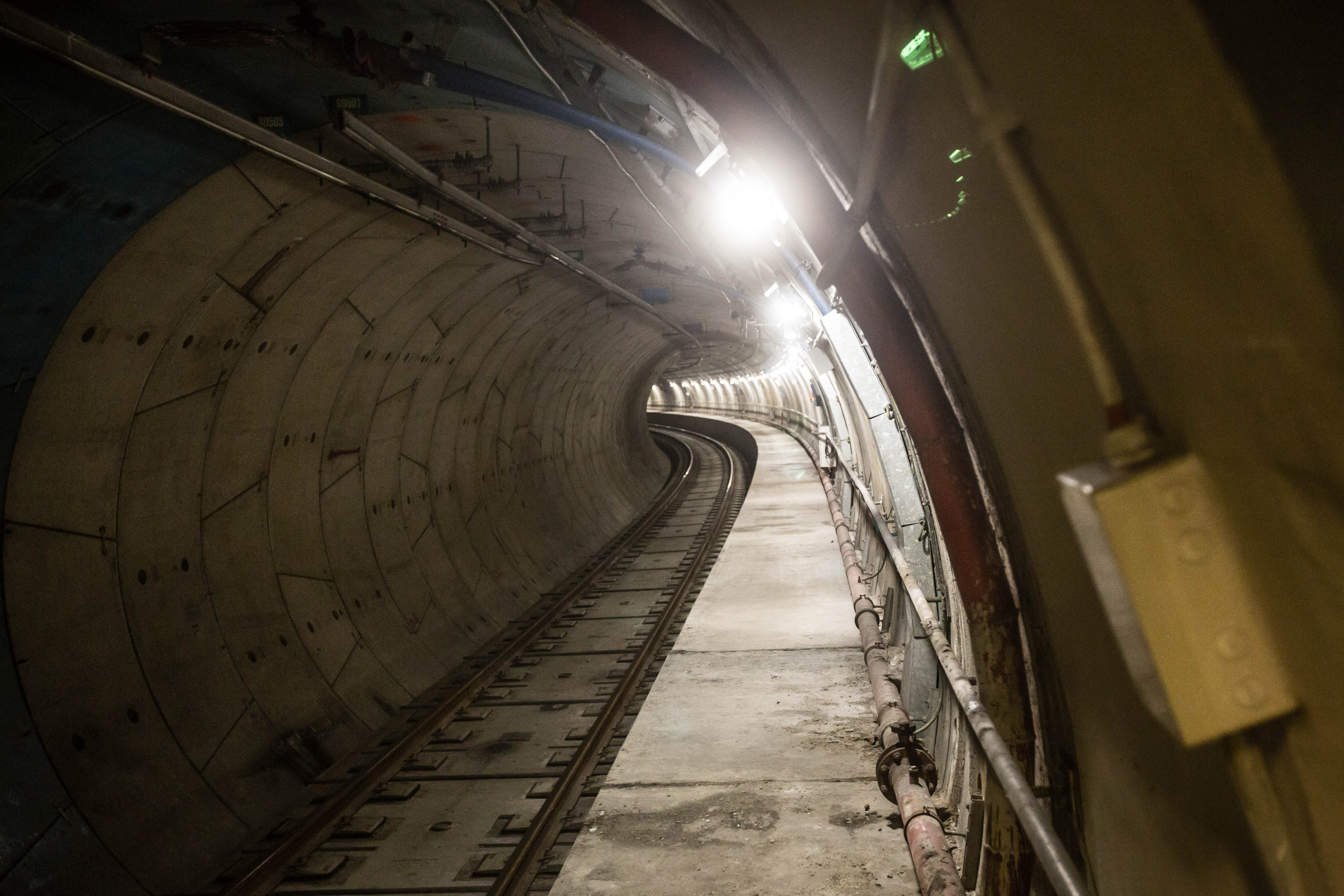
Tunnel (C)

## Modernisierungen und neue Streckenprojekte

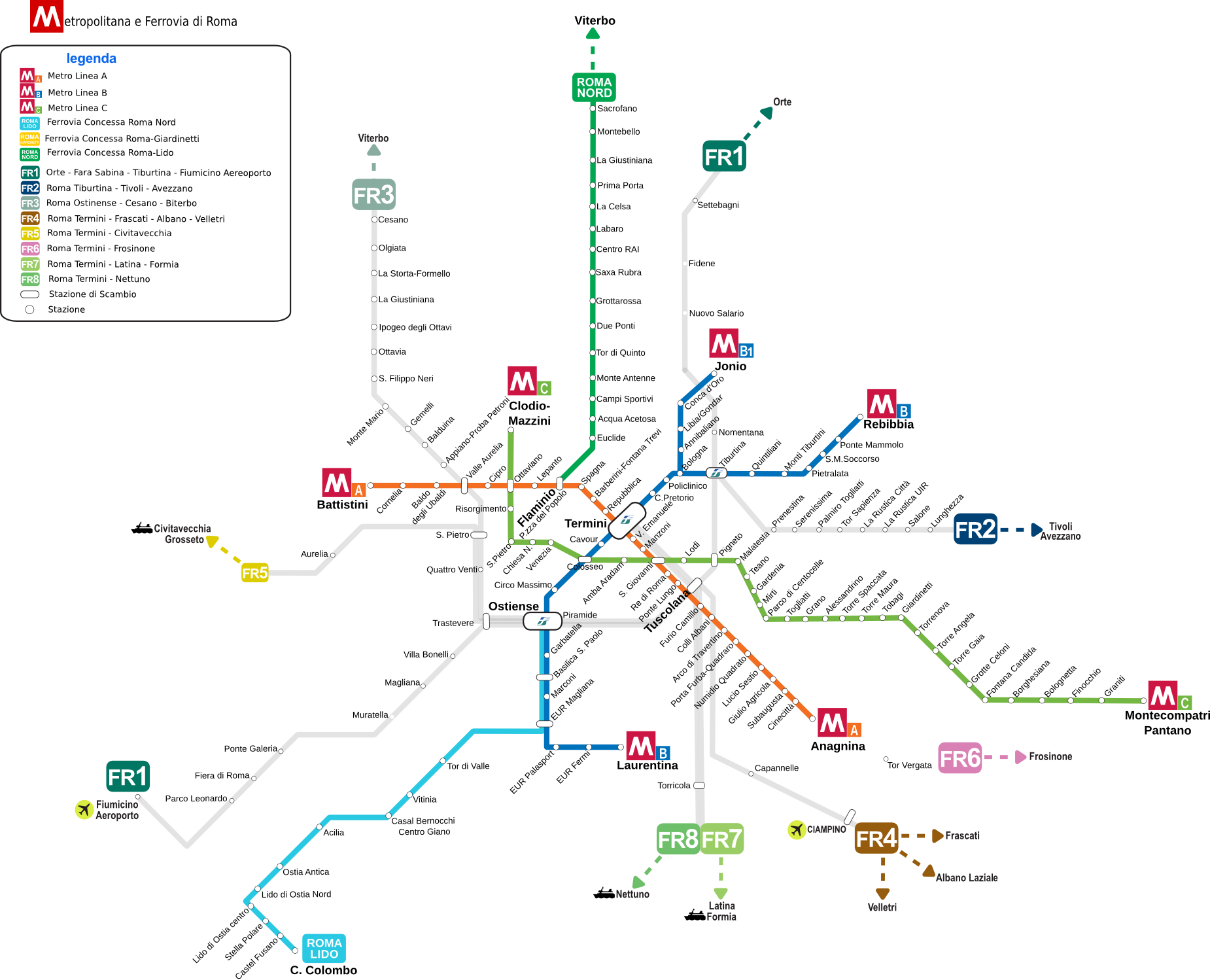
Übersichtskarte von U-Bahn und Bahn in Rom nach der Fertigstellung der Linie C und der Linie B1

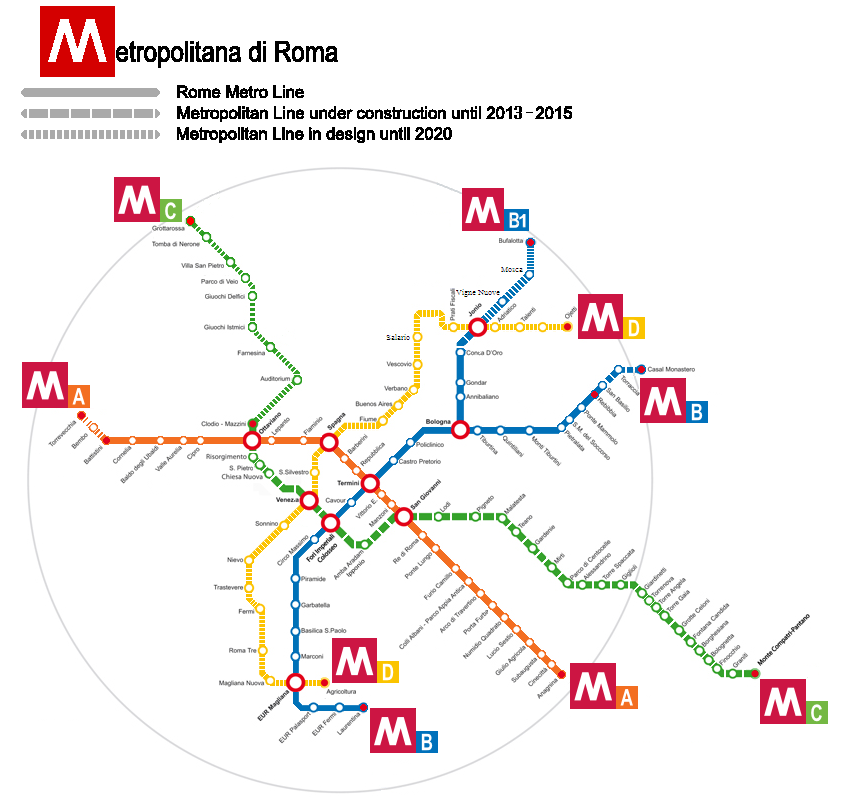
Langfristige Ausbauplanungen der Metro-Linien (Stand 2007)

### Linie A
An beiden Linienenden sind Streckenverlängerungen geplant, im Nordwesten von Battistini über Bembo, Primavalle und Torrevecchia zum Monte Mario und im Südosten eine Zweigstrecke von Cinecittà nach Ciampino.

### Linie B/B1
Im Nordosten war an der Linie B1 über Jonio hinaus eine Verlängerung bis nach Bufalotta geplant. Seit 2019 sehen die Planungen vor, die Linie B1 nach Ojetti zu führen, das davor Teil der geplanten Linie D war, und letztere in Jonio enden zu lassen. Die Linie B soll von Rebibbia bis nach Casal Monastero am römischen Autobahnring verlängert werden. Im Südwesten ist auch langfristig über Laurentina hinaus keine Verlängerung vorgesehen.

### Linie C
Eine weitere Verlängerung von Venezia durch die Altstadt über Ottaviano nach Clodio/Mazzini ist in der Planungsphase. Der Baubeginn für den 3,9 Kilometer langen Abschnitt mit vier Stationen ist für Anfang 2025 vorgesehen, nachdem im März 2022 die Regierung Draghi 1,6 Milliarden Euro für die Linie C bereit stellte, davon 990 Millionen Euro für den Bau dieses Abschnittes. Im von der Regierung Meloni verabschiedeten Haushaltsgesetz für 2023 sind weitere 2,2 Milliarden Euro vorgesehen (jährlich verteilt bis 2032), um die Finanzierung dieses Abschnittes abzuschließen und gleichzeitig mit den Bauarbeiten des Abschnitts Clodio/Mazzini–Farnesina über weitere 2,5 Kilometer und zwei Stationen beginnen zu können. Die Eröffnung der gesamten Verlängerung bis Farnesina ist für 2035 vorgesehen.
Die Linie C sollte ursprünglich im Endausbau 25,5 km lang sein und 30 Stationen bedienen. Dann wurde im März 2007 beschlossen, die Linie C im Norden von der bisher geplanten Endstation Piazzale Clodio aus um weitere neun Stationen und 9 Kilometer bis zur Via Cassia bei Grottarossa zu verlängern.
Die Ergebnisse archäologischer Sondierungsarbeiten führten zu Umplanungen von Bahnhöfen: Die Zugänge zur Station Venezia werden erheblich modifiziert, die Station Argentina – an der eine Umsteigemöglichkeit zur geplanten Linie D vorgesehen war – wird entfallen.
Die für einen späteren Zeitpunkt im südlichen Streckenabschnitt geplanten Zweiglinien von Teano bis Colli Aniene sowie ein weiterer Abzweig zum Campus der zweiten Universität von Rom, Tor Vergata, wurden inzwischen zugunsten einer Modernisierung und Verlängerung der Vorortbahn Roma Laziali–Centocelle als Metrotram und zukünftige Linie G bis Tor Vergata verworfen.

### Linie D
Im Juni 2006 begannen erste Planungen für den Bau der Linie D, die ebenfalls vollautomatisch betrieben werden soll. Sie soll von EUR im Süden über Trastevere und das historische Zentrum in den Nordosten der Stadt führen. Die Kosten für den Bau der Linie D wurden 2007 auf knapp 3 Mrd. Euro vor Steuern veranschlagt.
Der erste 11 km lange Abschnitt ist mit 12 Stationen zwischen Fermi, Trastevere und Prati Fiscali projektiert. Er soll anschließend im Nordosten um sechs Stationen und 5 km bis zur Via Ugo Ojetti, sowie im Süden um 4 km mit vier Stationen bis Piazzale dell'Agricoltura im Stadtteil E.U.R. verlängert werden. Übergänge zum bestehenden Netz sind in EUR Magliana (Linie B), Venezia (C, in Planung), Spagna (A) und Jonio (B) geplant.
Im Juli 2015 wurden die Vorverträge mit einem privaten Unternehmen über eine Finanzierung der Linie gekündigt, sie sahen vor, die Kosten zu 50 Prozent privat zu finanzieren und im Gegenzug die Linie für 20 Jahre in Konzession zu betreiben. Die Finanzierung und ein Baubeginn sind damit wieder vollkommen offen.
Auch bei der Linienführung sind Änderungen möglich, da die Durchquerung des Zentrums aufgrund unkalkulierbarer Risiken durch archäologische Funde schwierig ist, wie die Verzögerungen und Planungsänderungen beim Bau der Linie C gezeigt haben. Auch eine Einbeziehung der Bahnstrecke von Rom-Porta San Paolo zum Lido di Ostia in die Linie D wurde diskutiert.
Am 4. November 2016 wurde von der regierenden 5-Sterne-Bewegung unter Bürgermeisterin Virginia Raggi beschlossen, die Planungen der Linie D einzustellen. Im Sommer 2018 nahm man die Planungen wieder auf, jedoch ohne Einbeziehung der Vorortbahn zum Lido di Ostia.

### Linien E, F, G
| Linie | Strecke               | Eröffnung | Länge   | Bahnhöfe |
| ----- | --------------------- | --------- | ------- | -------- |
|       | Colombo ↔ Piramide    | ?         | 28,3 km | 16       |
|       | Flaminio ↔ Montebello | ?         | 12,8 km | 15       |
|       | Termini ↔ Tor Vergata | 2024      | 15,2 km | 29       |

Im Südwesten von Rom soll die rund 28 km lange, oberirdisch verlaufende Vorortbahn zum Lido di Ostia als Linie E ganz in das U-Bahn-Netz integriert werden, wobei man auch mit dem Gedanken spielte, die Linie E bis Jonio fortzuführen und somit die Linie B1 zu ersetzen. Im Norden der Stadt will man rund 12 km der Bahnstrecke Rom–Viterbo als Linie F in das Metro-Netz integrieren, von dem neuen unterirdischen Bahnhof Piazzale Flaminio (Anschluss Linie A) bis Montebello. Die bisherige Vorortbahn Roma Nord würde als FL9 den alten Bahnhof Flaminio weiternutzen und alle weiteren Stationen ab Montebello bedienen. Die Schmalspurbahn Rom–Giardinetti würde in Abgrenzung von den nummerierten Straßenbahnlinien, aber in Anlehnung an die Metro-Nomenklatur die Bezeichnung „Linie G“ erhalten, aber als solche nicht Teil des Metronetzes werden.

## Fahrzeuge
Auf der Linie A sind derzeit die modernen Garnituren der Type MA 300 unterwegs, gebaut ab 2005 von der spanischen Firma Construcciones y Auxiliar de Ferrocarriles (CAF), auf der Linie B die älteren MB 100 und ebenfalls MA 300. Ehemalige Typen sind: MR 100, MR 200, MR 300, MA 100 und MA 200. Die Linie C wird vollautomatisch mit dem Driverless-Metro-System von AnsaldoBreda betrieben.

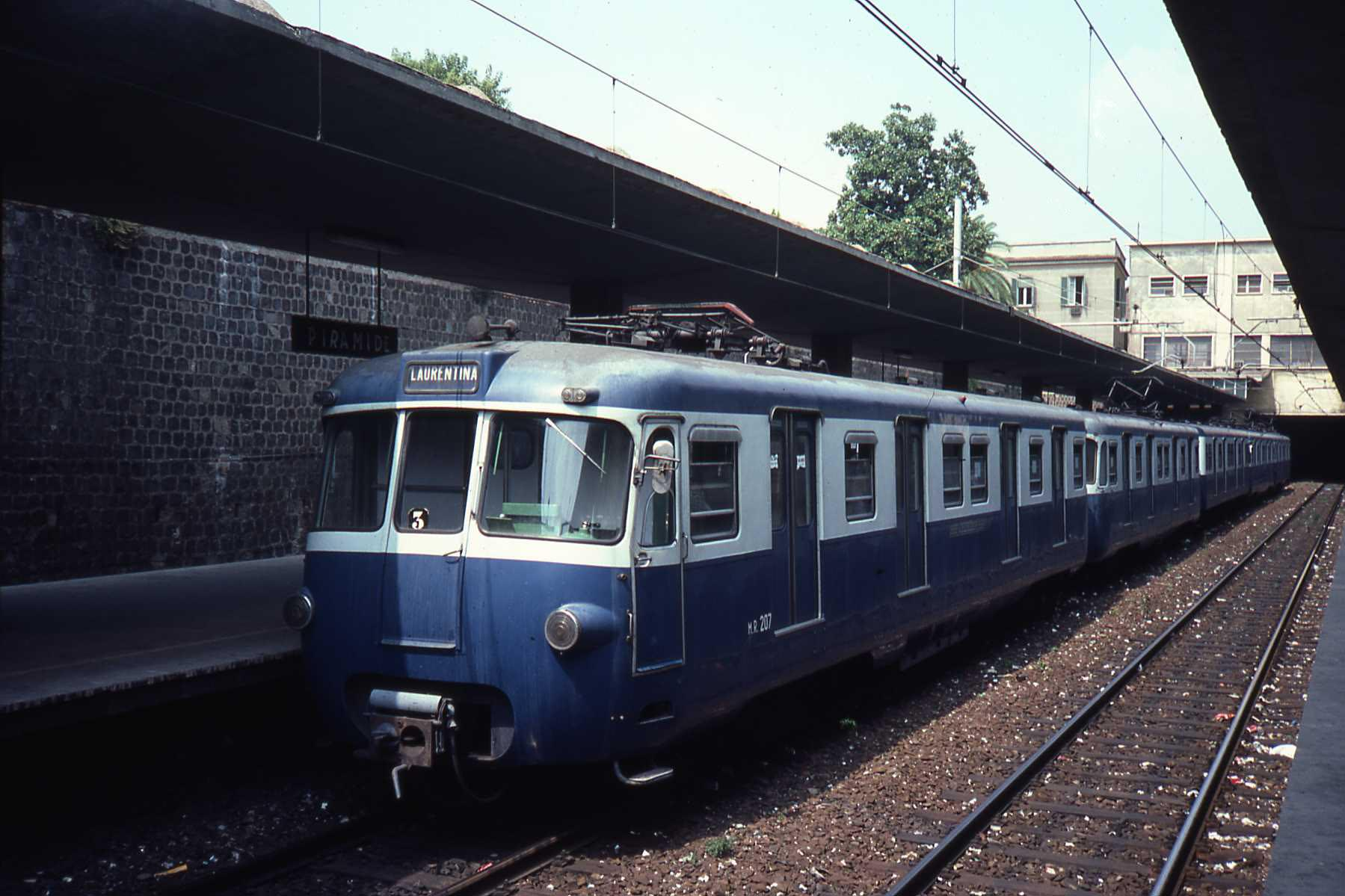
Type MR 200
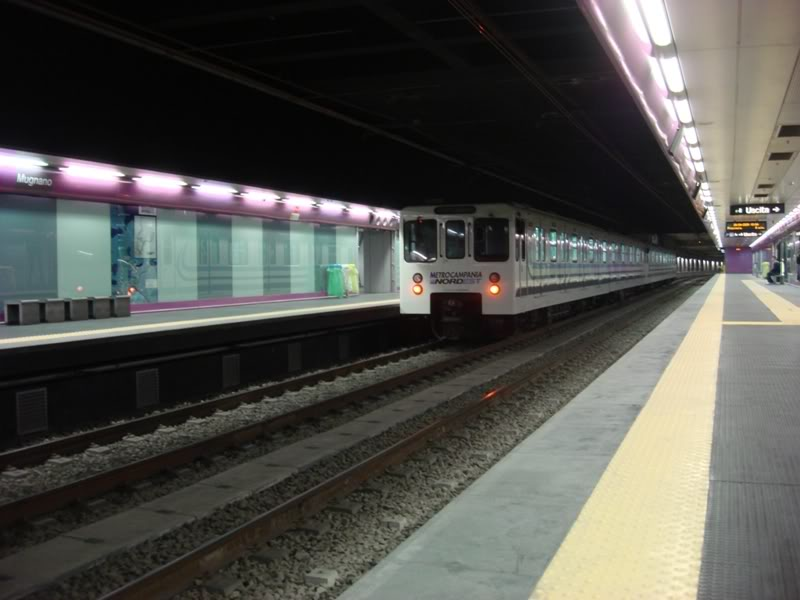
MA 100, noch auf der Roma–Lido im Einsatz
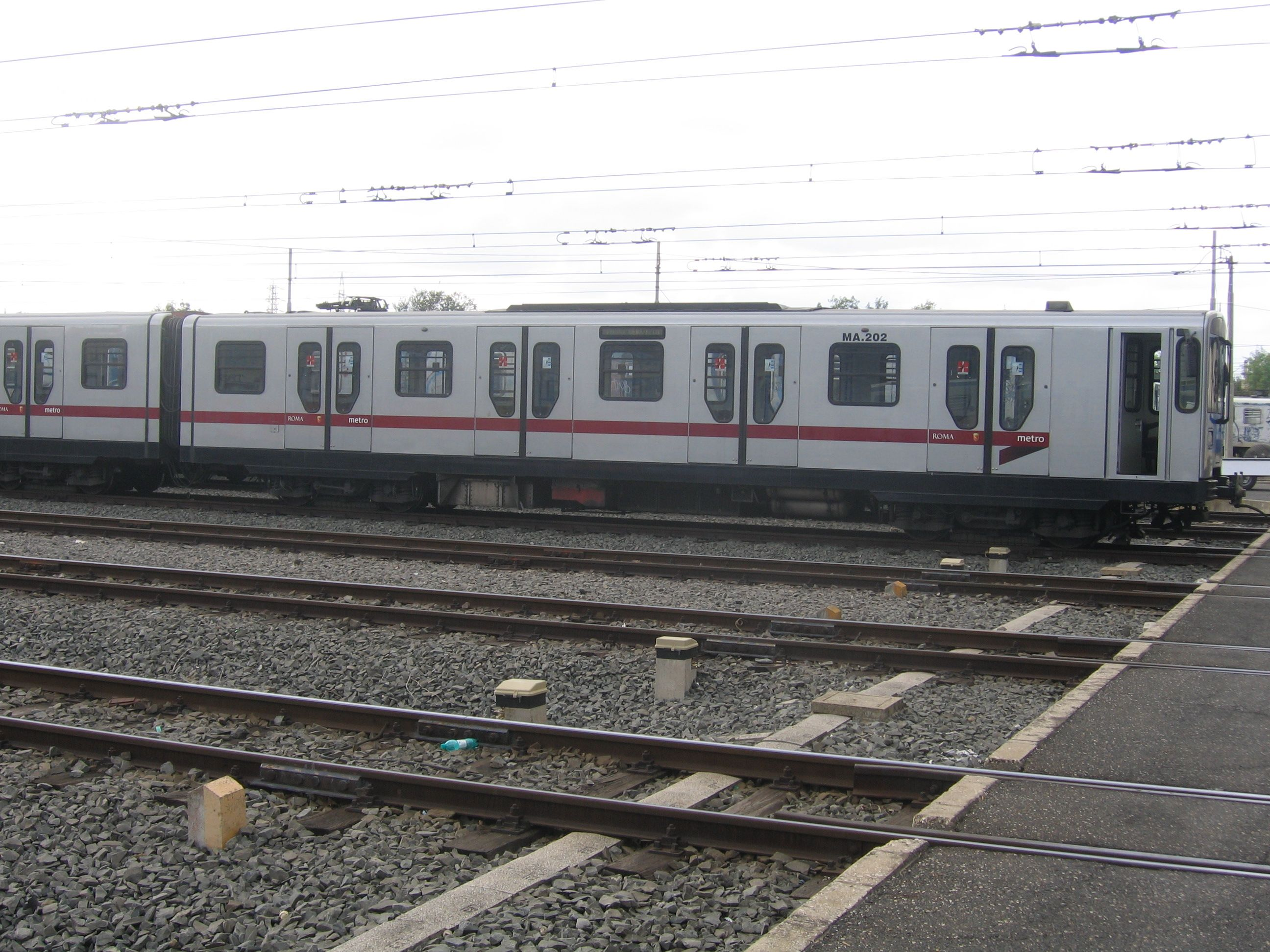
Type MA 200
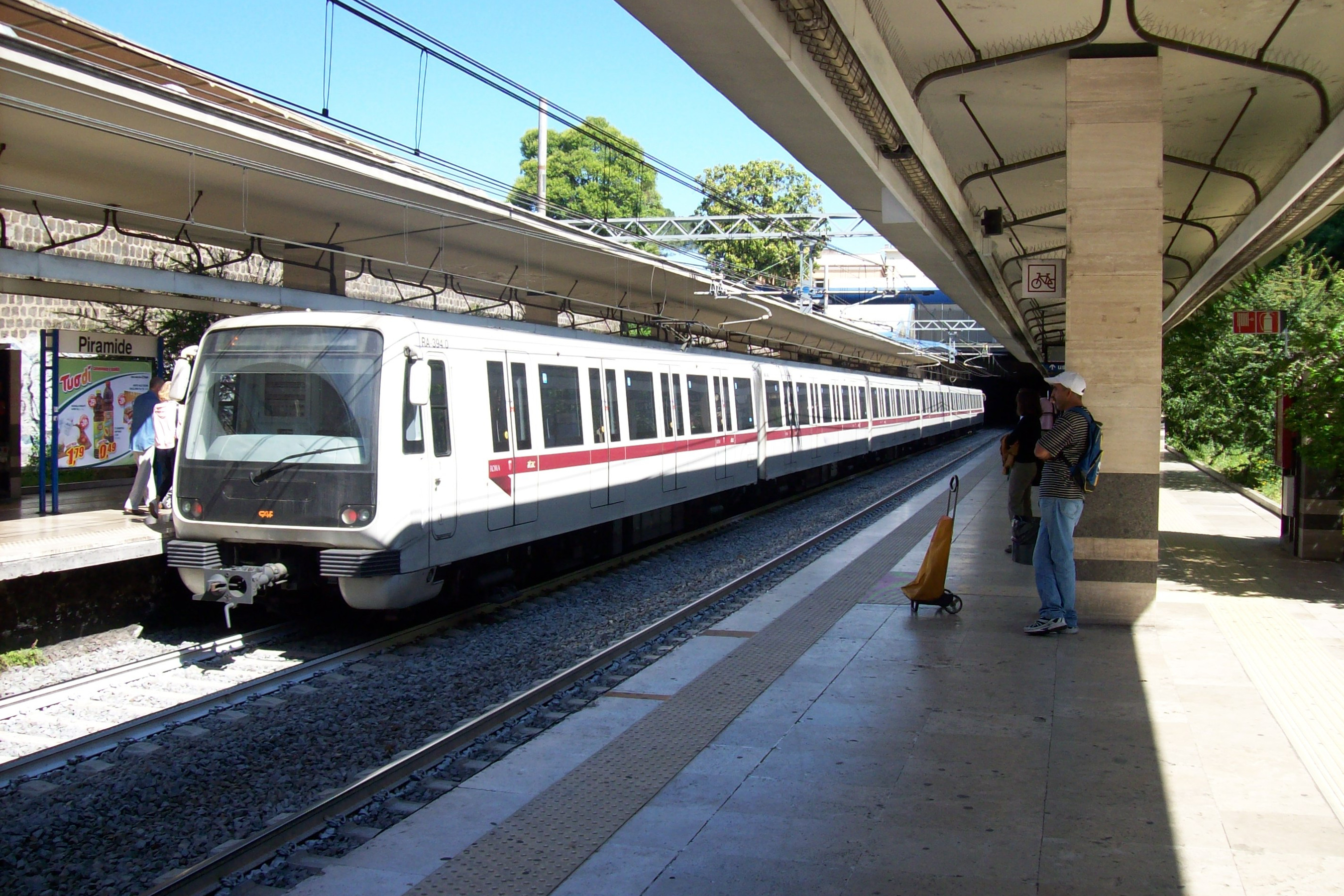
Type MA 300
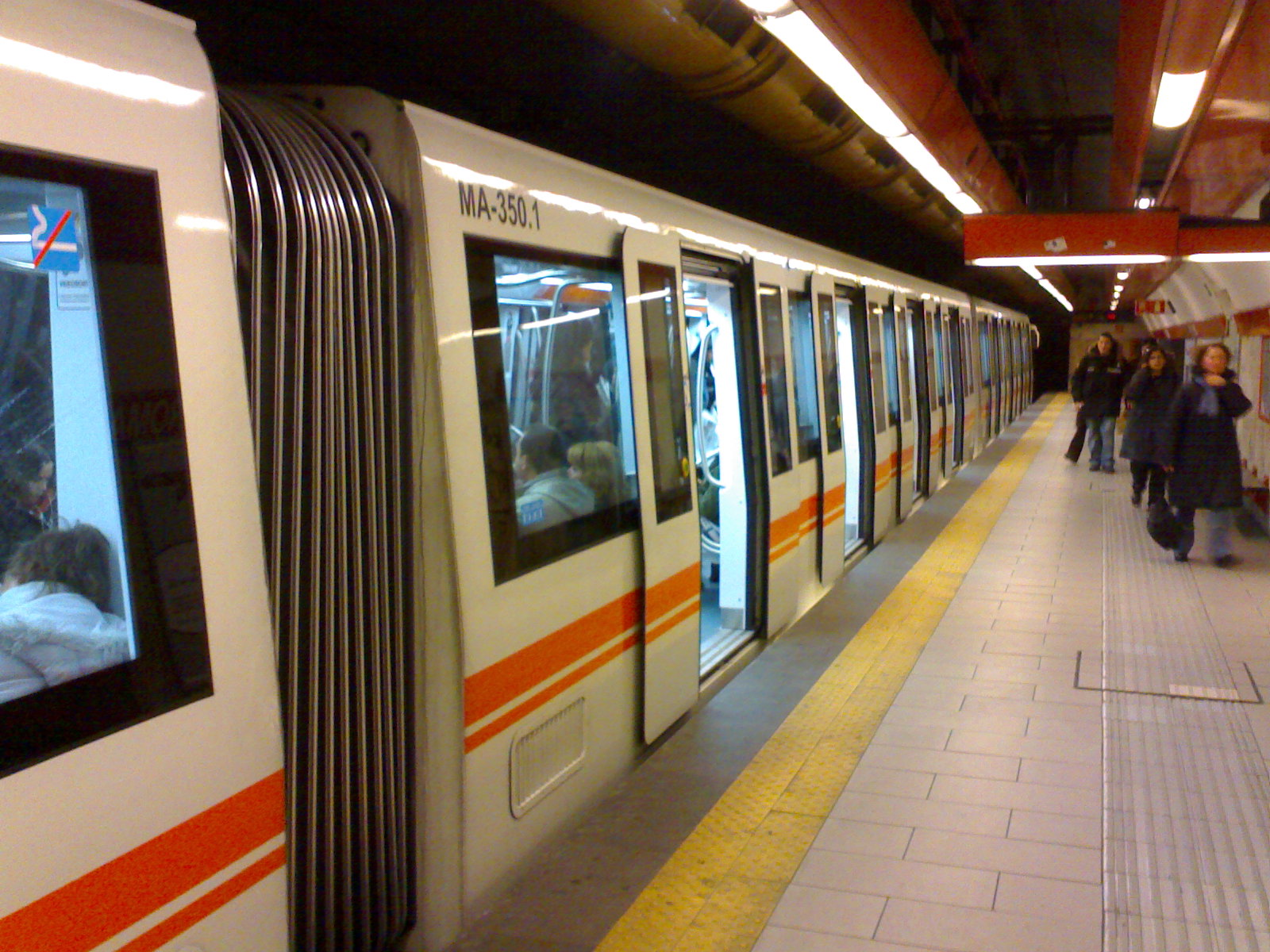
Type MA 300
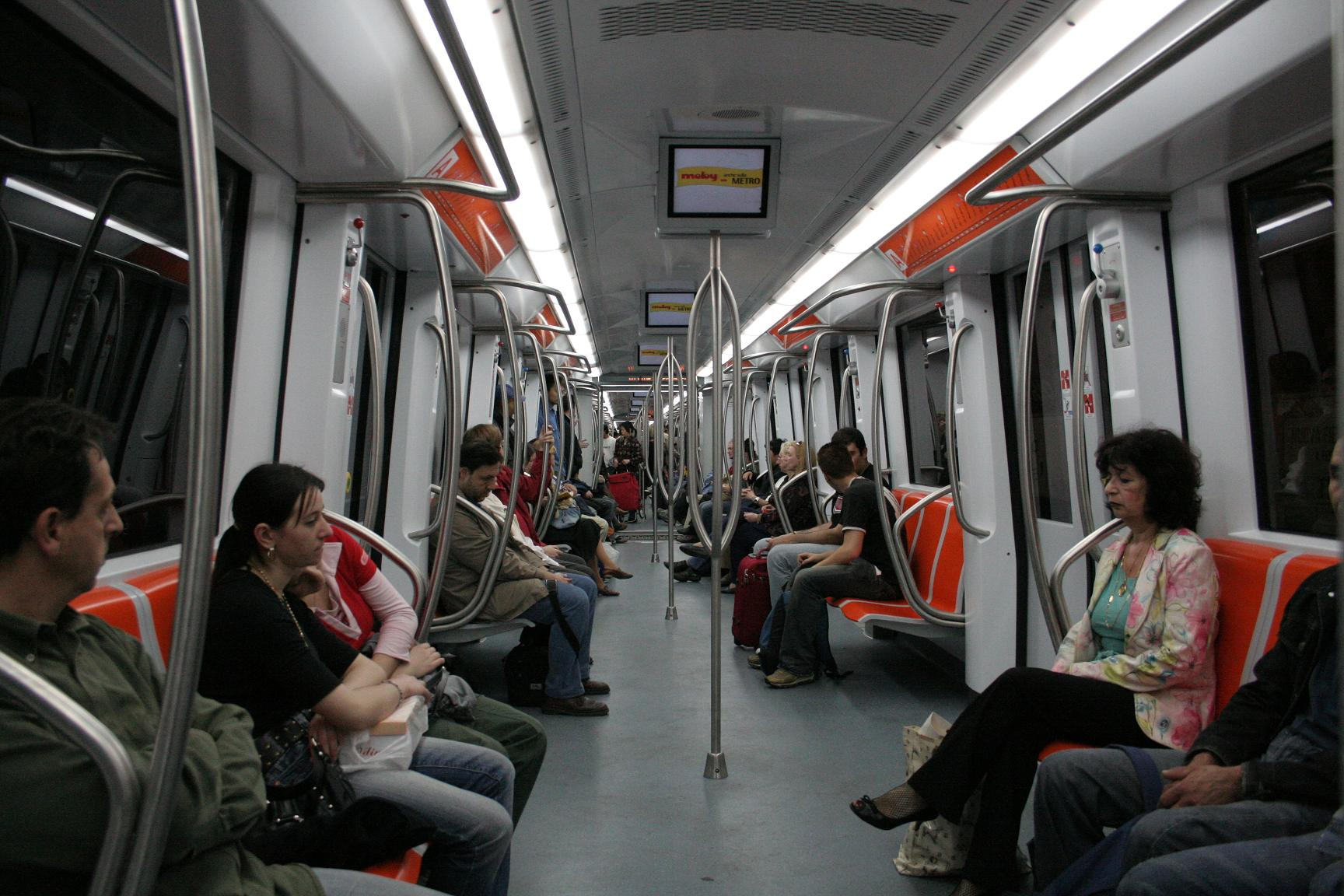
In einem MA 300
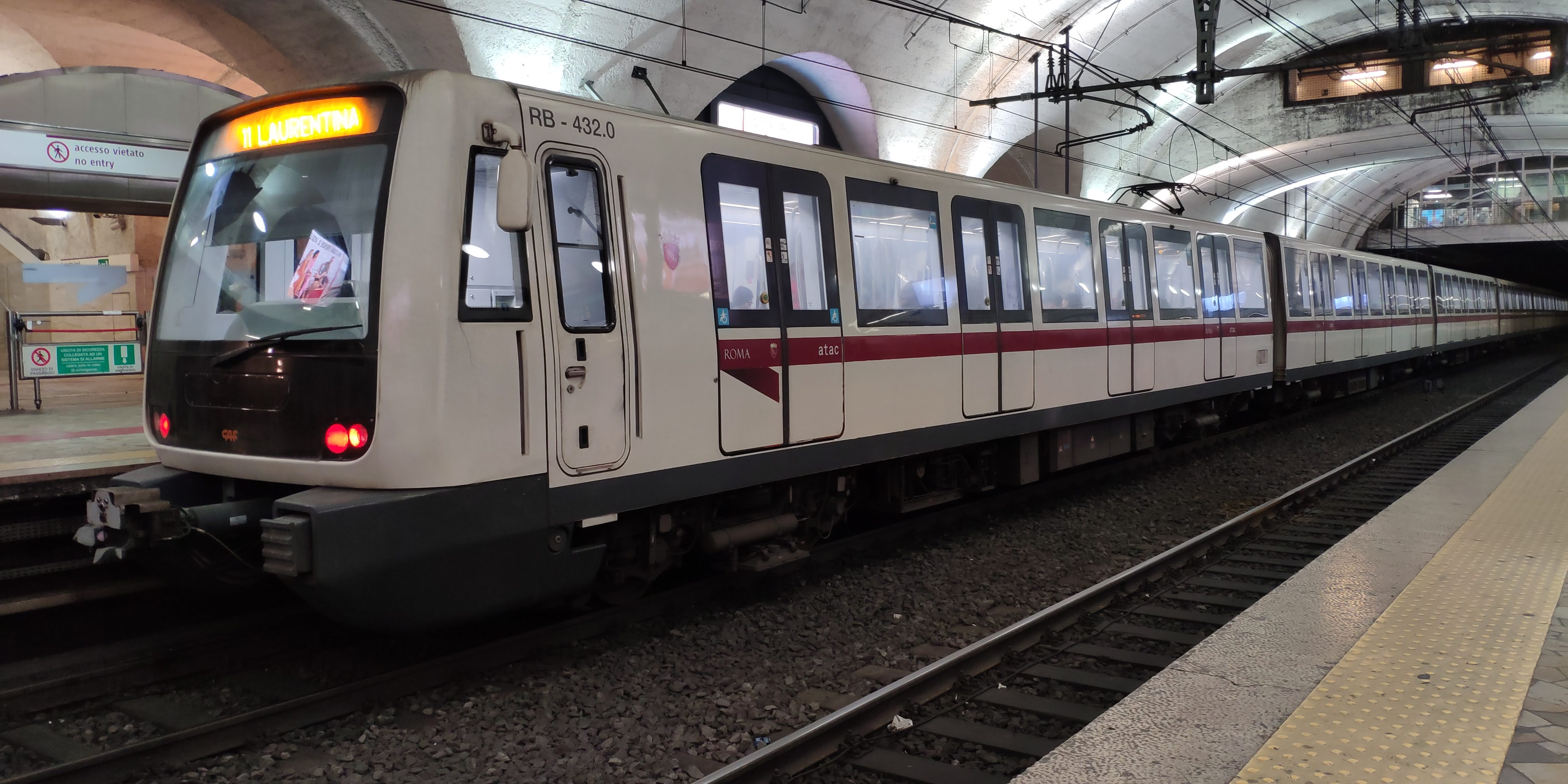
Type MB 400
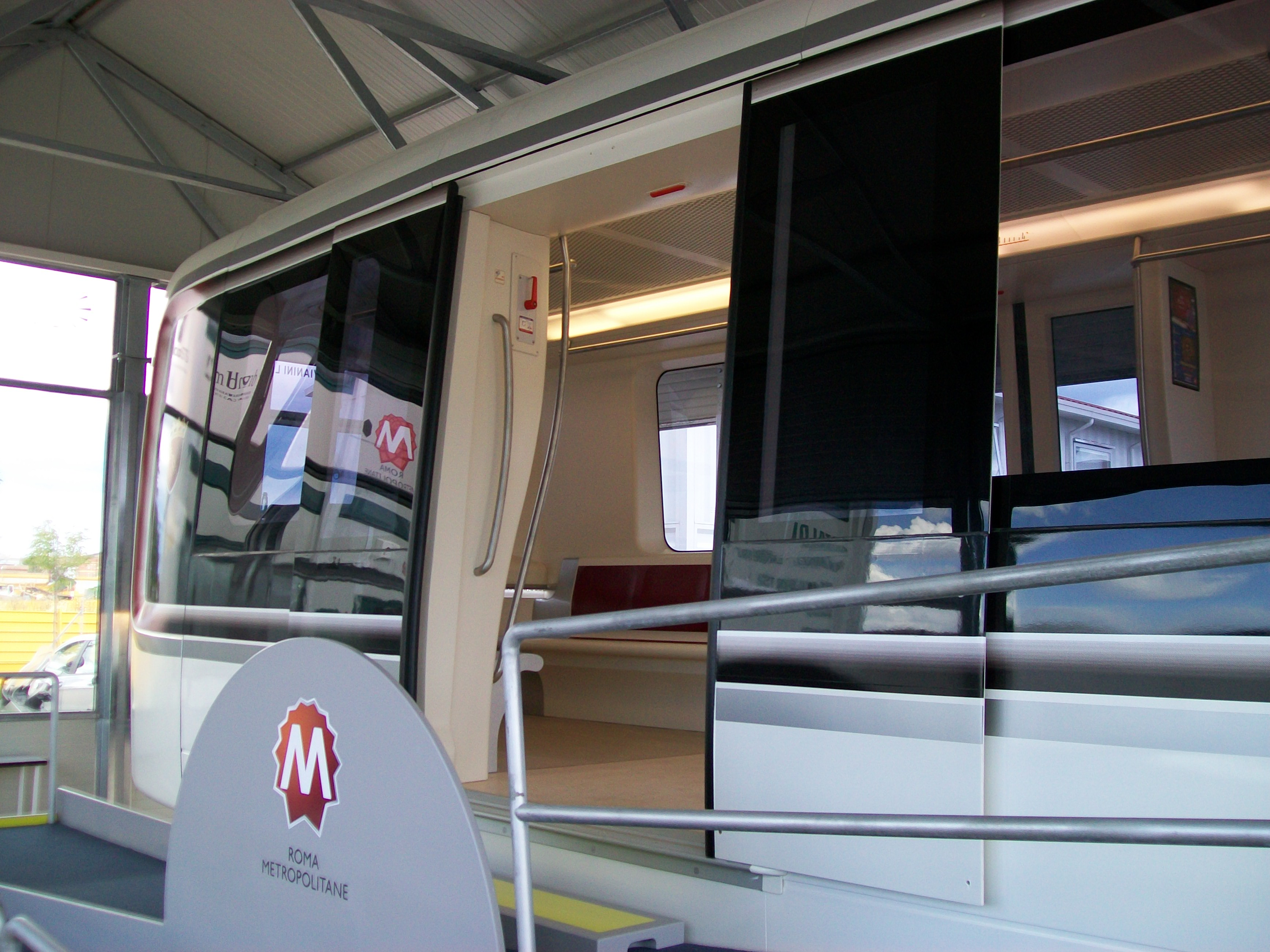
Driverless-Metro-System (Linie C)
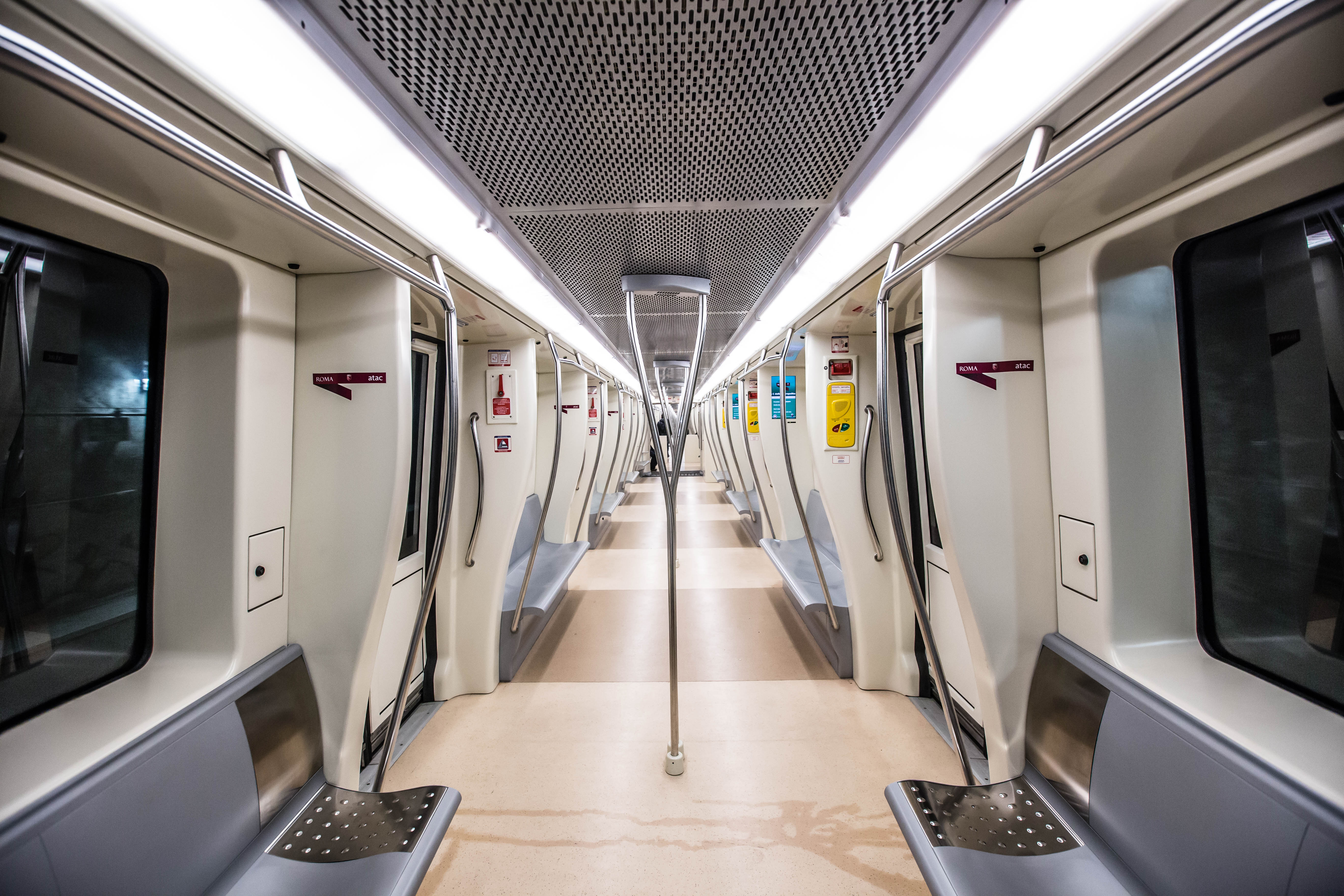
Driverless Metro MC100 (C)